# HRT International
HRT International (antes HRT 5) es un canal de televisión público internacional de Croacia, perteneciente a Hrvatska radiotelevizija. Emite para la diáspora croata.

## Historia
Anteriormente, HRT poseía un canal internacional, llamado HRT Sat, cuyas emisiones comenzaron en 1991. Sin embargo, en diciembre de 2017, HRT comenzó a probar una nueva versión de su canal internacional, creado mediante un acuerdo entre HRT y el gobierno croata, iniciando sus emisiones oficiales el 1 de enero de 2018 como HRT 5.
El 1 de enero de 2019, el canal cambió su nombre a HRT International.  El 12 de enero de 2021, el canal comenzó a emitir en HD.

## Programación
El canal emite programación destinada a la diáspora croata, así como para los croatas de Bosnia y Herzegovina, destacando documentales sobre la historia, cultura y patrimonio croata. También emite informativos en español, inglés y alemán.

## Imagen corporativa

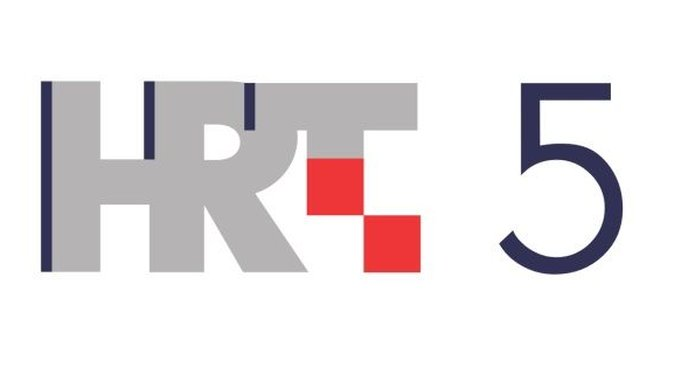
2018 - 2019
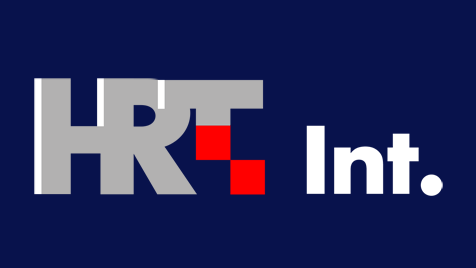
Desde 2019